# 어드리프트: 우리가 함께한 바다
《어드리프트: 우리가 함께한 바다》(영어: Adrift)는 2018년 공개된 로맨틱 드라마 영화이다. 1983년 태평양에서 표류당한 실제 커플의 이야기를 담고 있다.

## 출연
주연
- 셰일린 우들리 - 타미 올덤 역
- 샘 클라플린 - 리처드 샤프 역

조연
- 제프리 토머스 - 피터 역
- 엘리자베스 호손 - 크리스틴 역
- 그레이스 파머 - 뎁 역
- 타미 애쉬크래프트

## 같이 보기
- 생존 영화